# Grand Prix Formule 1 van Europa 1983
De Grand Prix Formule 1 van Europa 1983 werd gehouden op 25 september op Brands Hatch in West Kingsdown. Het was de veertiende race van het seizoen.

## Uitslag
| Positie | Nummer | Rijder             | Team              | Ronden | Tijd/Opgave | Startplaats | Punten |
| ------- | ------ | ------------------ | ----------------- | ------ | ----------- | ----------- | ------ |
| 1       | 5      | Nelson Piquet      | Brabham-BMW       | 76     | 1:36:45.865 | 4           | 9      |
| 2       | 15     | Alain Prost        | Renault           | 76     | + 6.571     | 8           | 6      |
| 3       | 12     | Nigel Mansell      | Lotus-Renault     | 76     | + 30.315    | 3           | 4      |
| 4       | 22     | Andrea de Cesaris  | Alfa Romeo        | 76     | + 34.396    | 14          | 3      |
| 5       | 35     | Derek Warwick      | Toleman-Hart      | 76     | + 44.915    | 11          | 2      |
| 6       | 36     | Bruno Giacomelli   | Toleman-Hart      | 76     | + 52.190    | 12          | 1      |
| 7       | 6      | Riccardo Patrese   | Brabham-BMW       | 76     | + 1:12.684  | 2           |        |
| 8       | 9      | Manfred Winkelhock | ATS-BMW           | 75     | + 1 Ronde   | 9           |        |
| 9       | 28     | René Arnoux        | Ferrari           | 75     | + 1 Ronde   | 5           |        |
| 10      | 16     | Eddie Cheever      | Renault           | 75     | + 1 Ronde   | 7           |        |
| 11      | 30     | Thierry Boutsen    | Arrows-Ford       | 75     | + 1 Ronde   | 18          |        |
| 12      | 33     | Roberto Guerrero   | Theodore-Ford     | 75     | + 1 Ronde   | 21          |        |
| 13      | 42     | Jonathan Palmer    | Williams-Ford     | 74     | + 2 Rondes  | 25          |        |
| 14      | 40     | Stefan Johansson   | Spirit-Honda      | 74     | + 2 Rondes  | 19          |        |
| 15      | 26     | Raul Boesel        | Ligier-Ford       | 73     | + 3 Rondes  | 23          |        |
| NF      | 27     | Patrick Tambay     | Ferrari           | 67     | Spin        | 6           |        |
| NF      | 3      | Michele Alboreto   | Tyrrell-Ford      | 64     | Motor       | 26          |        |
| NF      | 32     | Piercarlo Ghinzani | Osella-Alfa Romeo | 63     | Gaspedaal   | 24          |        |
| NF      | 29     | Marc Surer         | Arrows-Ford       | 50     | Motor       | 17          |        |
| NF      | 1      | Keke Rosberg       | Williams-Ford     | 43     | Motor       | 16          |        |
| NF      | 23     | Mauro Baldi        | Alfa Romeo        | 39     | Koppeling   | 15          |        |
| NF      | 7      | John Watson        | McLaren-TAG       | 36     | Spin        | 10          |        |
| NF      | 4      | Danny Sullivan     | Tyrrell-Ford      | 27     | Olielek     | 20          |        |
| NF      | 8      | Niki Lauda         | McLaren-TAG       | 25     | Motor       | 13          |        |
| NF      | 11     | Elio de Angelis    | Lotus-Renault     | 12     | Oliepomp    | 1           |        |
| NF      | 25     | Jean-Pierre Jarier | Ligier-Ford       | 0      | Koppeling   | 22          |        |
| NQ      | 17     | Kenny Acheson      | RAM-Ford          |        |             |             |        |
| NQ      | 31     | Corrado Fabi       | Osella-Alfa Romeo |        |             |             |        |
| NQ      | 2      | Jacques Laffite    | Williams-Ford     |        |             |             |        |

## Statistieken
| Pole-position | Elio de Angelis | Lotus-Renault | 1:12.092 |
| Snelste ronde | Nigel Mansell   | Lotus-Renault | 1:14.342 |

## Noot
- Dit was het debuut van de Britse coureur Jonathan Palmer.
- Eerste pole position voor Elio de Angelis.
- Eerste snelste ronde voor Nigel Mansell.
- Tiende Grand Prix-winst voor Nelson Piquet en de 25ste Grand Prix-winst voor een Braziliaanse coureur.

Als eretitel: 1923 (Italië) · 1924 (Frankrijk) · 1925 (België) · 1926 (San Sebastián) · 1927 (Italië) · 1928 (Italië) · 1930 (België) · 1947 (België) · 1948 (Zwitserland) · 1949 (Italië) · 1950 (Groot-Brittannië) · 1951 (Frankrijk) · 1952 (België) · 1954 (Duitsland) · 1955 (Monaco) · 1956 (Italië) · 1957 (Groot-Brittannië) · 1958 (België) · 1959 (Frankrijk) · 1960 (Italië) · 1961 (Duitsland) · 1962 (Nederland) · 1963 (Monaco) · 1964 (Groot-Brittannië) · 1965 (België) · 1966 (Frankrijk) · 1967 (Italië) · 1968 (Duitsland) · 1972 (Groot-Brittannië) · 1973 (België) · 1974 (Duitsland) · 1975 (Oostenrijk) · 1976 (Nederland) · 1977 (Groot-Brittannië)
Als alleenstaande race: 1983 · 1984 · 1985 · 1993 · 1994 · 1995 · 1996 · 1997 · 1999 · 2000 · 2001 · 2002 · 2003 · 2004 · 2005 · 2006 · 2007 · 2008 · 2009 · 2010 · 2011 · 2012 · 2016